# Ідеалізм
Ідеалізм — один з основних напрямків філософії, вихідним принципом якого є твердження, що в основі речей і явищ реальності лежить не матеріальне, а ідеальне, духовна першооснова: світовий розум, ідея, відчуття тощо. При розв'язанні так званого основного питання філософії — про відношення мислення до буття — ідеалізм виходить з визнання первинності свідомості, духу і вторинності природи, матерії.

## Форми ідеалізму
Виділяють два основні напрями ідеалізму: об'єктивний та суб'єктивний ідеалізм.
Об'єктивний ідеалізм в основу всього існуючого кладе свідомість як таку, світовий дух, абсолютну ідею. Найбільш цілісну систему об'єктивного ідеалізму в стародавні часи дав Платон. Свого вищого розвитку об'єктивний ідеалізм досяг у філософії Геґеля, який розробив систему ідеалістичної діалектики. В Україні філософські принципи об'єктивного ідеалізму обстоювали С. Гогоцький, О. Новицький, Г. Челпанов. Сучасні поширені школи об'єктивного ідеалізму неотомізм і персоналізм.
Суб'єктивний ідеалізм виходить з визнання, що первинним і реально існуючим є лише наші відчуття, наше «я», а все те, що оточує нас, є лише продуктом, комплексом наших відчуттів. Суб'єктивно-ідеалістичні погляди можуть привести до соліпсизму, тобто визнання існування тільки свого «я». Система суб'єктивного ідеалізму найбільш повно була викладена у XVIII ст. у філософії ірландського єпископа Джорджа Берклі. У формі скептицизму та агноцистизму суб'єктивний ідеалізм розробляли англійський філософ Девід Г'юм та німецький філософ Іммануїл Кант. Відомим представником суб'єктивного ідеалізму був Йоганн Фіхте. В Україні суб'єктивний ідеалізм пропагували Памфіл Юркевич та інші.
Сучасний суб'єктивний ідеалізм розпадається на численні школи: емпіріокритицизм, прагматизм, семантичний ідеалізм, логічний позитивізм, емпіричний реалізм, екзистенціалізм та інші. Для більшості течій сучасного ідеалізму характерний ірраціоналізм — заперечення об'єктивного змісту логічного мислення та заміна його інтуїцією.